# Kompost

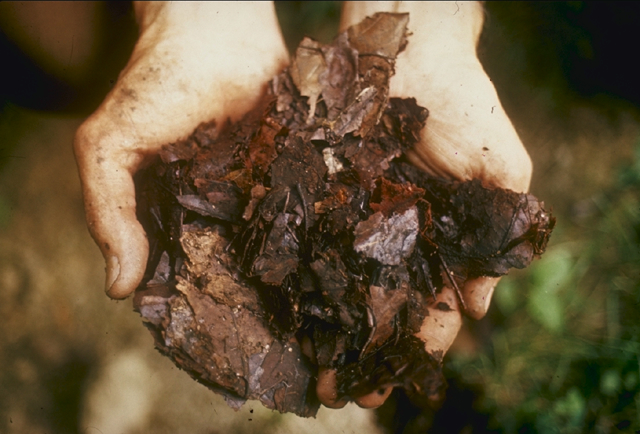
Kompost, rozkládající se organická hmota

Kompost je organický prostředek pro zlepšení půdy obsahující stabilizované organické látky a rostlinné živiny získaný řízeným biologickým rozkladem směsi sestávající zejména z rostlinných zbytků a mající deklarované kvalitativní znaky.

## Co se děje vkompostu
Při dostatečné vlhkosti a teplotě jsou organické složky kompostu rozkládány živými organismy, které se živí organickými zbytky. Jsou to především houby, aktinomycety, řasy, kvasinky, bakterie, roztoči, červi, chvostoskoci a mnoho dalších drobných živočichů.
Souběžně s rozkladem se mění struktura a vlastnosti kompostu. Organická hmota se mění na kyprou zeminu. Kompost patří do skupiny statkových hnojiv.

## Složení kompostu
Běžně připravovaný kompost se skládá výhradně z poměrně rychle se rozkládajících zbytků organického původu. Prakticky jsou součástí kompostu především části rostlin a plevel, který se během roku v zahradě vypleje. Malopěstitelé do kompostu přidávají i kuchyňské odpadky. Do kompostu se často přidávají přísady jako rohová moučka a hnojiva, která se dlouhodobě rozkládají. Nerozložitelné zbytky do kompostu nepatří. Popel ze dřeva je vždy obohacením kompostu[zdroj?].
K lepší kvalitě kompostu přispívají i různá hnojiva. Rozhodně se nepřidává vápno, neboť vysoká alkalita potlačuje mikrobiální život a také zbytečně urychluje uvolňování dusíku. Lze používat i běžně používaná hnojiva podporujíce tak rozvoj mikroflory, nebo výluhy a chemické prostředky, které mají urychlit rozklad kompostu a zkrátit jeho zrání.

## Umístění kompostu
Kompost svým vzhledem je třeba organicky začlenit do celkového vzhledu zahrady. Kompost však nikdy není součástí rozlehlých parků a botanických zahrad, vzhledem k dostatku místa a prostředků se obvykle umisťuje dostatečně daleko na vyčleněné místo s dalším technickým vybavením, jako sklady, nářaďovny, pracovny, pařeniště, skleníky a šatny pro zaměstnance, aby nenarušoval návštěvníkům zážitek z parkových kompozic zápachem a zjevem. Kompost, plný rozkládajících se odpadků i v malé okrasné zahradě ruší, a proto patří mezi naše hlavní úkoly výběr vhodného a nenápadného místa pro kompost, nejraději někde pod stromy, například pod ořešák královský a jiné stromy s výraznou silicí a odpuzující hmyz. Správně založený kompost však nezapáchá, zejména při vhodném složení s odpovídajícím poměrem C : N, cca 15–30 : 1 a promísením se zeminou. Kompost lze maskovat řadou hustých a vysokých rostlin, živým plotem, který zastiňuje zrající kompost a udržuje tak potřebnou vláhu v kompostu. Kompost také nikdy nemá být umístěn centrálně. Ke kompostu musí vést cesta, dobře sjízdná kolečkem anebo větší mechanizací, podle okolností.

## Kompostovací postupy

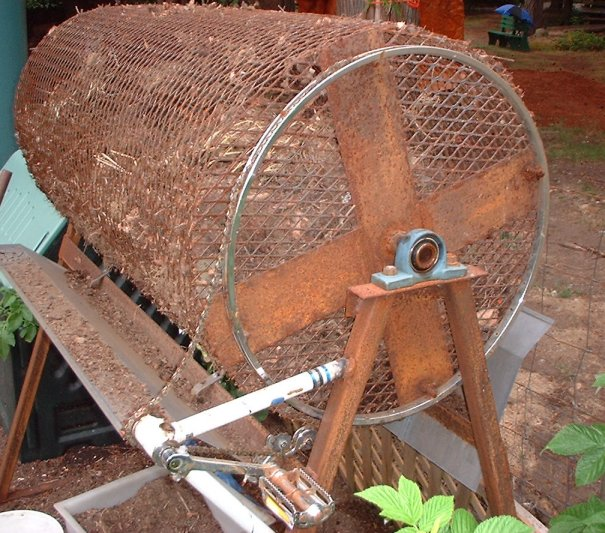
Podomácku zhotovený kompostovací buben

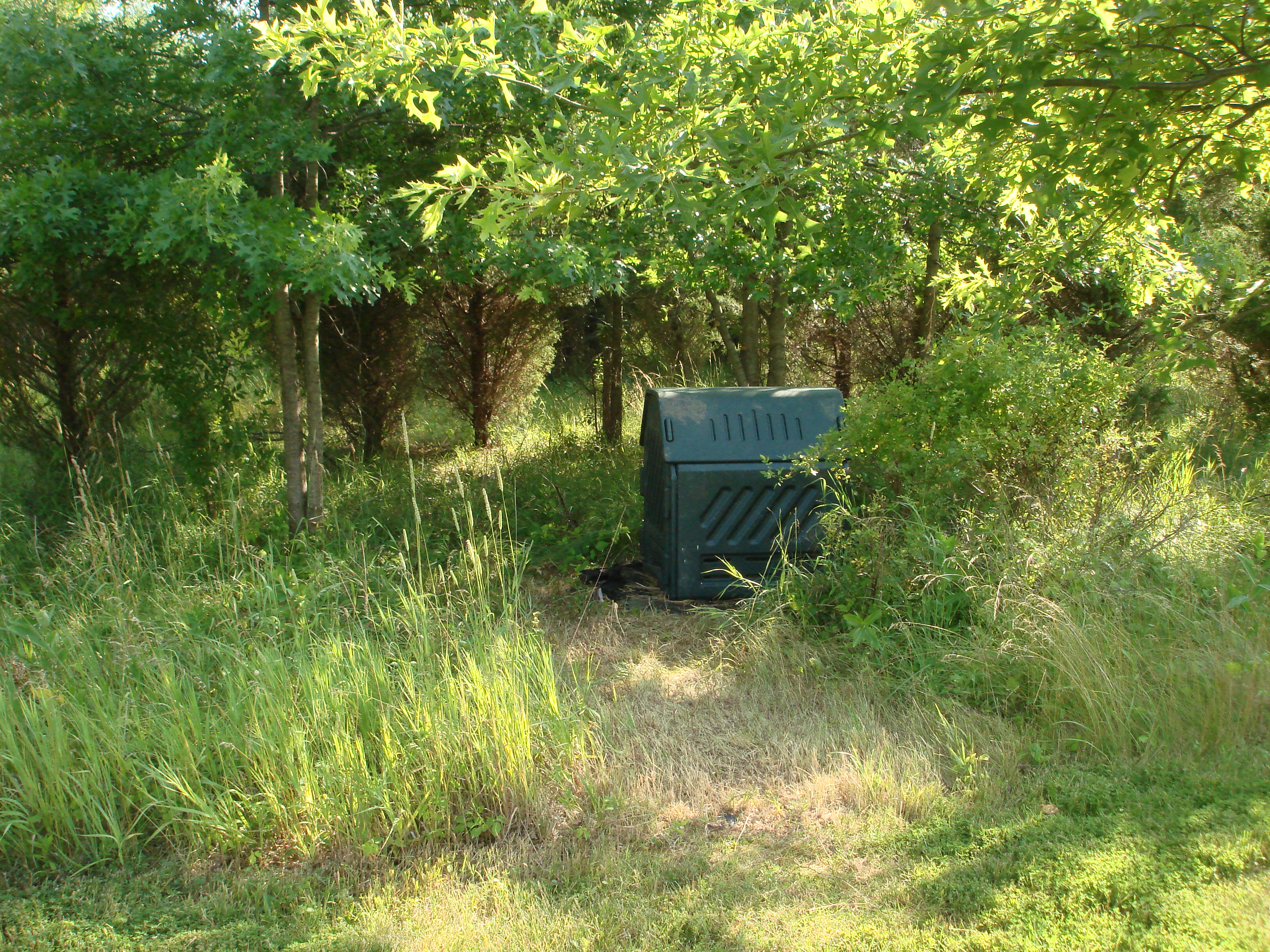
Moderní kompostér z plastu

V průběhu času se vyvinuly různé postupy pro nakládání s rozličnými složkami a přísadami, z nichž vzniká kompost, a to buď formou domácího kompostování, nebo průmyslově.

### Domácí kompostování
Možnosti domácího kompostování
- Bokashi – anaerobní kompostování různých biogenních odpadků pomocí velmi účinných mikroorganismů
- Kompostovací sáčky a tašky – sběr a převoz organického odpadu
- Kompostovací pytle – alternativa klasického kompostování, pytel je vhodné umístit do pevné nádoby (např. květináče)
- Kuchyňské nádoby na kompostování – odvětrávané košíky, keramické nádoby nebo obyčejné plastové kyblíky
- Fermentátor (mikrokompostér) – způsob kompostování na bázi anaerobní fermentace, kdy se do kompostu přidávají bakterie, které pomáhají rozkládat bioodpad. Výstupem kompostování je fermentát, který se používá jako aditivum do půdy.
- Otočný kompostér – tvar sudu s klikou na rotování nádoby
- Vermikompostér – klasický kompost provzdušňovaný díky všudypřítomným žížalám.

### Průmyslová výroba kompostu

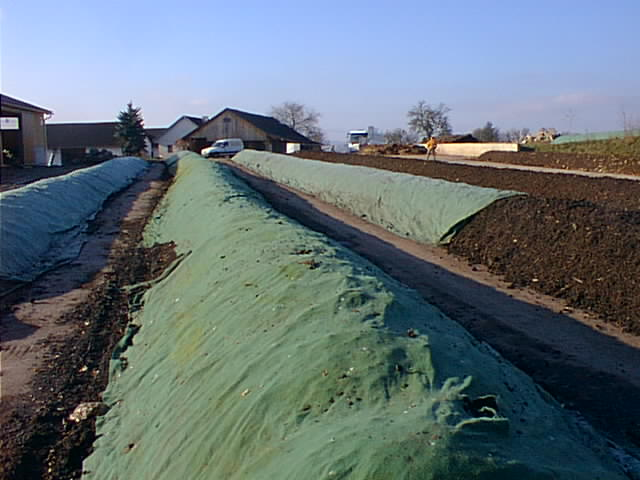
Krechty na farmářské kompostárně

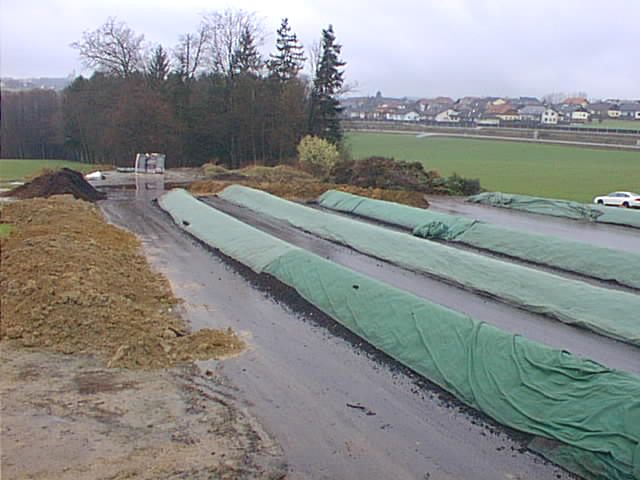
Faremní kompostárna Josefa Bodingbauera v Pregartenu, okres Freistadt, Rakousko

Průmyslově se může kompost vyrábět několika různými postupy, a to bioreaktorovým či krechtovým kompostováním, vermikompostováním nebo v kompostovacích vacích.
Šarže kompostu je část kompostu vyrobená jednotným postupem. Může jít o jednu nebo více
zakládek.
Homogenita kompostu je stejnorodost fyzikálních vlastností a chemického složení zakládky kompostu svědčící o řádném zpracování surovin. Biologická stabilita materiálu (kompostu) se stanovuje pomocí respiračního testu.
Bioreaktorové kompostování znamená kompostování v uzavřených bioreaktorech/fermentorech, v nichž je proces kompostování urychlován optimalizací aerace, vlhkosti a řízením teploty.
Kompostovací vak je vak určený ke kompostování biologicky rozložitelných odpadů, vybavený aerací a dalším příslušenstvím nezbytným pro kontrolu a řízení kompostovacího procesu.
Krechtové kompostování znamená kompostování v podélných hromadách, které jsou pravidelně překopávány kvůli zvýšení poréznosti hromady a homogenity kompostovaných materiálů.
Těžce rozložitelné látky jsou látky, u kterých probíhá proces mineralizace a humifikace dlouhodobě a nesnadno a nebo které je třeba předfermentovat nebo upravovat (zejména stromová kůra, dřevní odpady, kapucín, rohovina aj.).
Nerozložitelné příměsi jsou látky, které se při procesu humifikace nemohou rozkládat (např. kameny, kovové předměty, sklo aj.).
Nerozpojitelné částice jsou částice rozměrů větších než 5 cm, které nelze rozdrtit tlakem ruky nebo které brání bezporuchovému provozu techniky používané k aplikaci kompostů (nerozložitelné příměsi, kusy dřev aj.).
Kompostárna je technologické zařízení, ve kterém za aerobních podmínek dochází ke zpracovávání organických surovin jejichž finálním produktem je kompost.
Provozovatel kompostárny je fyzická nebo právnická osoba, která je odpovědná za kompostárnu v souladu s platnou legislativou České republiky a Evropské unie.

## Kompostovatelné hmoty
Směs v kompostu musí být optimalizována, aby se docílilo efektivního a rychlého rozkladu hmot. V surovinovém složení kompostu je nejdůležitějším elementem organická hmota rozložitelná mikroorganismy, které svou činností přeměňují odpadní suroviny na dále využitelnou hmotu. Některé kompostovatelné materiály a jejich vlastnosti s ohledem na optimalizaci směsi pro založení kompostu (Váňa, 1997):
| HMOTA                           | VLHKOST [%] | ORG. LÁTKY [%suš.] | N [%suš.] |
| ------------------------------- | ----------- | ------------------ | --------- |
| Chlévská mrva skot              | 75–82       | 78–85              | 1,8–2,4   |
| Chlévská mrva koně              | 68–73       | 86–92              | 1,9–2,5   |
| Chlévská mrva ovce              | 65–70       | 88–96              | 2,5–3,0   |
| Močůvka                         | 96–99       | 0–3*               | 0,1–0,9*  |
| Kejda prasat                    | 91–98       | 72–78              | 5,0–5,8   |
| Kejda skotu                     | 94–99       | 70–81              | 3,5–4,5   |
| Kejda drůbeže                   | 82–97       | 65–76              | 5,0–8,1   |
| Sláma obilovin                  | 13–20       | 92–96              | 0,4–0,6   |
| Sláma řepky                     | 15–18       | 95–97              | 0,5–0,7   |
| Nať brambory                    | 25–60       | 88–91              | 0,7–0,8   |
| Listí                           | 15–40       | 88–94              | 0,9–1,5   |
| Odpad zeleniny                  | 80–90       | 85–90              | 1,2–2,5   |
| Stařina z luk                   | 10–30       | 88–95              | 0,8–1,0   |
| Výhozy z příkopů                | 10–40       | 15–20              | 0,3–0,6   |
| Kuchyňský odpad                 | 65–80       | 75–88              | 1,2–2,3   |
| Výlisky z ovoce                 | 65–87       | 78–92              | 0,1–0,6   |
| Piliny                          | 40–70       | 97–99              | 0,0–0,2   |
| Stromová kůra                   | 40–70       | 94–98              | 0,2–0,4   |
| Zemina cukrovar. a škrobárenská | 15–35       | 7–13               | 0,1–0,2   |
| Šáma cukrovarnická              | 15–50       | 3–12               | 0,2–0,5   |
| Kanalizační kal                 | 55–96       | 27–45              | 2,0–4,5   |
| Jímkový kal (a ze septiků)      | 91–98       | 30–48              | 2,2–4,0   |
| Popel ze dřeva                  | 5–40        | 4–10               | 0,0–0,1   |
| Vytříděný bioodpad              | 37–64       | 69–82              | 1,2–1,9   |
| Pazdeří                         | 10–15       | 83–98              | 0,4–0,7   |
| Rybniční bahno                  | 25–80       | 8–25               | 0,3–0,6   |
| Lihovarské výpalky              | 80–93       | 86–89              | 2,9–3,3   |
| Kostní šrot                     | 5–20        | 17–23              | 1,4–1,9   |
| Kapucín, hnědouhelný prach      | 15–40       | 30–64              | 0,2–0,7   |
| Odpad mlýnský, krmivářský       | 8–15        | 65–85              | 0,8–1,3   |
| Rašelina                        | 60–80       | 55–90              | 1,2–3,0   |
| Jateční odpad                   | 70–85       | 75–95              | 5,0–9,0   |

Obsah uhlíku v sušině organického materiálu je převážně roven polovině obsahu spalitelných látek v sušině tohoto materiálu.